# Armand de Turenne
Pour les articles homonymes, voir Turenne.
Armand Jean Galliot Joseph de Turenne, marquis de Turenne d'Aubepeyre, né le 2 avril 1891 au Mans et mort le 10 décembre 1980 dans le 5e arrondissement de Paris, est un as de l'aviation française de la Première Guerre mondiale, au cours de laquelle il remporte quinze victoires homologuées et cinq victoires probables.

## Biographie
Fils d'officier, Armand de Turenne entre dans l'armée le 30 avril 1908. Il est affecté à la cavalerie, au 21e régiment de dragons de Saumur. En juin 1915, il intègre l'aviation et suit une formation de pilote. Le 21 décembre 1915, il obtient le brevet de pilote militaire no 2135 et intègre l'Escadrille N48 (en) (le 'N' signifiant que les pilotes de l'escadrille volaient avec des avions Nieuport).
Il remporte sa première victoire le 17 novembre 1916 face à un Albatros allemand. Il attend cinq mois avant d'être à nouveau victorieux, en abattant un Albatros D.V, le 26 avril 1917, en compagnie de René Montrion. Le 6 juillet, il réalise un doublé en abattant deux Albatros D.V au-dessus de Saint-Thierry et au nord-ouest de Brimont, à quelques minutes d'intervalle. Deux victoires qu'il partage avec Jean Matton. Dans l'Escadrille N48, Armand de Turenne enregistre deux victoires supplémentaires. Le 18 août 1917, sa cinquième victoire lui vaut d'entrer dans le cercle des as de l'aviation. Peu de temps avant, le 22 juillet 1917, il a été fait chevalier de la Légion d'honneur, et a reçu la Croix de Guerre.
Transféré à l'Escadrille SPA 12, dont il prend le commandement, Turenne poursuit sa série de victoires. Le 29 janvier 1918, faisant équipe avec l'adjudant Renaud de la Frégeolière, il abat un Albatros D.III, au-dessus d'Alémont. Deux mois plus tard, le 23 mars, il abat un biplace allemand au-dessus de La Fère, remportant ainsi son huitième succès. Entre le 12 mai et le 26 septembre 1918, Armand de Turenne remporte sept victoires aériennes homologuées supplémentaires. Le 26 septembre 1918, il réalise son second doublé. Après avoir abattu un ballon d'observation, en compagnie d'Émile Régnier, au-dessus de Sainte-Geneviève, il abat un Fokker D.VII, au-dessus de Ville-sur-Tourbe, avec l'aide du sous-lieutenant Herlemont et du sergent Maurio.
Finalement, sur les quinze victoires remportées par Armand de Turenne, treize furent partagées avec les pilotes de ses différentes escadrilles et seules deux furent remportées en solitaire.
Resté dans l'armée après l'armistice en tant qu'officier d'active, il poursuit sa carrière dans l'aviation en étant affecté en Afrique du Nord en 1920, puis en Rhénanie en 1922 avant de revenir en Afrique du Nord où il se distingue en participant à la Croisière Noire du général Vuillemin en 1933.
Il est, par la suite, affecté à la base aérienne 112 de Reims où, lieutenant-colonel, il commande l'une des unités aériennes qui y sont stationnées, la 6e escadre de chasse, dotée de chasseurs biplans Nieuport 622.
Quand éclate la Seconde Guerre mondiale, il est colonel et chef du groupement de chasse no 24 chargé de faire face à la frontière italienne. Replié en Afrique du Nord après l'armistice, il est maintenu par le gouvernement de Vichy à un poste de commandement en Tunisie puis au Maroc. Sympathisant de la cause alliée, il est poussé vers la sortie en étant mis à la retraite le 1er avril 1942. Retiré à Rabat, il n'est pas rappelé en activité après l’arrivée des Alliés. Il revient en France dans les années 1950, où il vécut entre Paris et le château de Caumont dans le Gers, s’éteignant à Paris à l’âge de 89 ans le 10 décembre 1980.